# Hans Jacobus

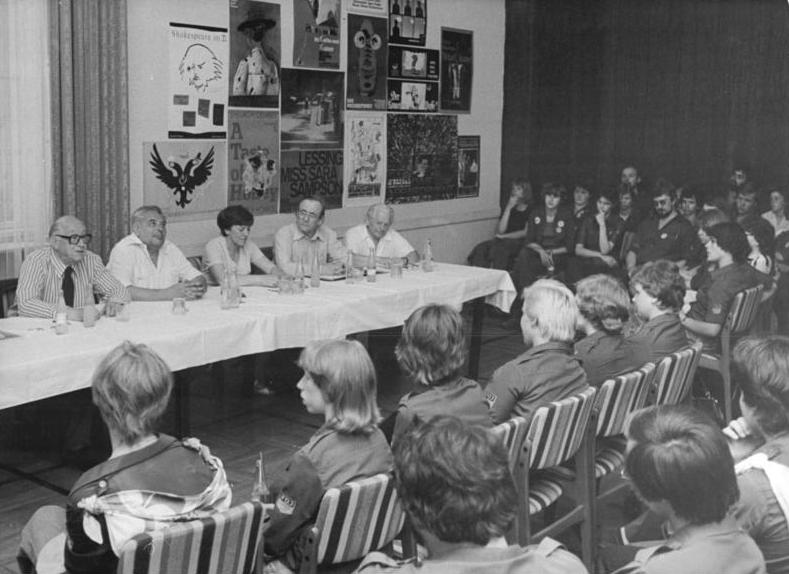
Hans Jacobus (2. v. l.) 1979 bei einem Forum mit Jugendlichen in Berlin

Hans Jacobus (* 6. August 1923 in Berlin; † 13. März 2003 ebenda) war ein DDR-Journalist, der vor allem durch die Radio- und Fernseh-Sendereihe Professoren-Kollegium populär wurde. Von 1976 bis 1985 war er Chefredakteur der kulturpolitischen Wochenzeitung Sonntag.

## Lebensstationen
Hans Jacobus besuchte die jüdische Schule in der Großen Hamburger Straße in Berlin und begann anschließend eine Lehre als Drogist, die er nach der Pogromnacht 1938 abbrechen musste.
Wegen seiner jüdischen Abstammung emigrierte er 1938 mit einem Kindertransport nach London. Nach Ausbruch des Zweiten Weltkrieges wurde er als „Feindlicher Ausländer“ in Australien interniert. Später kehrte er nach London zurück und engagierte sich dort in der Freien Deutschen Jugend. Er lebte dort mit Unterbrechungen bis 1947, zuletzt als Lehrer für Kinder, die aus dem KZ entlassen wurden.
1947 kehrte er nach Deutschland in die Sowjetische Besatzungszone zurück und trat in die Sozialistische Einheitspartei Deutschlands (SED) ein. Er war zunächst Redakteur des FDJ-Zentralorgans Junge Welt, später von 1949 bis 1953 Chefredakteur der Tageszeitung Deutsches Sportecho. In einer damaligen Überprüfungshysterie gegen Westemigranten wurde er abgesetzt, sieben Monate in Untersuchungshaft genommen und danach zur Bewährung in die Produktion geschickt.
Von 1955 bis 1976 war er Redaktionsleiter und politischer Kommentator beim Berliner Rundfunk, von 1976 bis 1985 Chefredakteur der kulturpolitischen Wochenzeitung Sonntag. Seit 1987 war er Rentner. 1990 wandte er sich der PDS zu. In seinen späten Lebensjahren verfasste er eine Reihe von Büchern mit Erinnerungen.
Die Sendereihe Das Professorenkollegium tagt wurde seit 1963 fast 27 Jahre lang am Donnerstagabend ab 20:00 Uhr Live im Hörfunk des Berliner Rundfunks und am Sonnabend mittags als Aufzeichnung simultan im Deutschen Fernsehfunk (später Fernsehen der DDR) mit Jacobus als Moderator ausgestrahlt.
1983 wurde er mit der Ehrenspange zum Vaterländischen Verdienstorden in Gold ausgezeichnet.

## Veröffentlichungen
- Die Urkunde. Erlebtes und Erinnertes, 1988, ISBN 3-354-00503-3
- Träume zu Asche?, 1993, ISBN 3-928999-20-6
- Hinter meinen Augenlidern. Zeichnungen und biographische Texte, 1995, Illustrationen von Willi Sitte, ISBN 3-929161-30-3
- Sohn, Mutter, Staub. Ein fiktiver Dialog, 1997, ISBN 3-932180-18-6
- Skizzen der Gezeiten. Erlebtes und Erträumtes, 1998, ISBN 3-932725-50-6
- Befindlichkeiten. Interviews, 1998, ISBN 3-932434-01-3
- Die Spuren der Familie..., 2001, Verlag Nora, ISBN 3-935445-24-5
- Beim Betreten des Hauses, 2002, ISBN 3-936735-03-4